# Harri Otsa
Harri Otsa (* 3. November 1926 in Tallinn; † 30. Oktober 2001 ebenda) war ein estnischer Komponist.

## Frühe Jahre
Harri Otsa besuchte das renommierte Gustav-Adolf-Gymnasium in Tallinn. 1944 wurde er in die deutsche Armee eingezogen und schwer verwundet. Bis 1946 lebte er in Deutschland, ging dann aber in seine Heimat zurück.
Otsa studierte von 1946 bis 1948 Musiktheorie an der Tallinner Musikschule sowie danach bei Mart Saar Komposition am Konservatorium in Tallinn, der heutigen Estnischen Musikakademie. 1953 legte er sein Examen ab.
Harri Otsa war von 1953 bis 1962 an der Tallinner Musikschule tätig. Von 1962 bis 1988 war er Dozent für Musiktheorie am Tallinner Konservatorium.

## Komponist
Besonders als Komponist ist Harri Otsa international bekannt geworden. Zu seinen wichtigsten Werken gehören die Opern Paula pulm und Tooma tohter (beide 1967) sowie fünf estnische Tänze für Sinfonieorchester und zwei Klavierkonzerte (1977 und 1981).